# Reichspropagandaleitung der NSDAP
Die Reichspropagandaleitung (RPL) war von 1926 bis 1945 die führende Dienststelle der NSDAP für Pressearbeit, Film, Rundfunk und sogenannte „Volksbildung“. Als Parteidienststelle bestand sie trotz starker personeller Verflechtungen auch nach dem nationalsozialistischen Machtantritt formal unabhängig vom Reichsministerium für Volksaufklärung und Propaganda.

## Aufgaben
Der Reichspropagandaleiter war verantwortlich für die Überwachung, Koordination und Vereinheitlichung der Propaganda der NSDAP, ihrer Gliederungen und angeschlossenen Verbände. Sein besonderer Arbeitsschwerpunkt war der Rundfunk.

## Geschichte und Aufbau
Bereits seit 1923 hatte die NSDAP mit Hermann Esser einen Propagandaleiter beschäftigt, nach dem gescheiterten Hitlerputsch und dem Verbot der NSDAP musste dessen Geschäftsstelle jedoch schließen.
Die neue Reichspropagandaleitung wurde am 30. Juni 1926 nach der Wiedergründung der NSDAP geschaffen. Bis Anfang 1928 bekleidete Gregor Strasser das Amt; als sein Stellvertreter genoss Heinrich Himmler in besonderem Maße Handlungsfreiheit. Danach fungierte Hitler vorübergehend selbst als Reichspropagandaleiter, und im April 1930 folgte Joseph Goebbels.
Sitz der Reichspropagandaleitung war zunächst München, nach dem nationalsozialistischen Machtantritt wurde jedoch auch eine Verbindungsstelle in Berlin eingerichtet, die einen wachsenden Anteil der Arbeit übernahm.
Dem Reichspropagandaleiter unterstanden ein Stabsleiter (1937 Hugo Fischer, 1942 Eugen Hadamovsky) und ein Adjutant (1926 Heinrich Himmler, 1937 Karl Hanke). Untergeordnet waren dem Reichspropagandaleiter die Gau-Propagandaführer, diesen wiederum die Kreispropagandaleiter, und diesen schließlich die Ortsgruppenpropagandaleiter.
Die Reichspropagandaleitung besaß folgende Ämter, mit je einer „Amtsleitung“:
- Kultur (Leiter: ab 1937 Franz Moraller)
- Aktive Propaganda
- Film
- Rundfunk (Leiter: Horst Dreßler-Andreß, ab 1937 Hans Kriegler)

Ab 1940 wurde die Dienststelle schrittweise umstrukturiert; 1941 umfasste sie sechs „Hauptämter“:
- Hauptamt für Propaganda
- Hauptamt für Rundfunk (Leiter ab 1941 August Staat)
- Hauptamt für Ausrichtung der Organisationen
- Hauptamt Film
- Hauptamt Reichsautozug „Deutschland“
- Hauptamt Kultur (Leiter: ab 1941 Hannes Kremer, ab 1942 Karl Cerff)

Mit dem Kontrollratsgesetz Nr. 2 (Auflösung und Liquidierung der Naziorganisationen) vom 10. Oktober 1945 wurde die Reichspropagandaleitung durch den Alliierten Kontrollrat verboten und ihr Eigentum beschlagnahmt. Die Deutsche Nationalbibliothek verzeichnet 93 Medien der RPL, wobei fälschlich auch Medien anderer NS-Gliederungen darunter verzeichnet sind.

## Amt Film
Das Amt Film, das ab 1937 Carl Neumann und ab 1941 Arnold Raether unterstand, befasste sich vor allem mit der Durchführung propagandistischer Filmvorführungen. Das Amt gliederte sich in die Bereiche Organisation, Kassenführung, Herstellung und Technik, Dramaturgie, Kulturfilm und Filmpressebearbeitung.
Das Amt verfügte über ein umfangreiches Netz aus Gau-, Kreis- und Ortsgruppenfilmstellen, das parallel neben dem bereits in der Weimarer Republik geschaffenen Netz von Landes- und Stadtbildstellen bestand. Um auch ländliche Gegenden, in denen keine Kinos vorhanden waren, mit Filmpropaganda versorgen zu können, standen den Gaufilmstellen 300 Tonfilmwagen im Jahre 1936 zur Verfügung, die mit modernsten Projektionseinrichtungen ausgestattet waren. Für solche Wanderschauen konnten auch zwei Spezialzüge eingesetzt werden.
Die Reichspropagandaleitung und ihre Gaufilmstellen produzierten auch eigene Kurz- und Dokumentarfilme. Einige Beispiele für Filme der Reichspropagandaleitung:
- Aus der Tiefe empor (Walter W. Trinks, 1934)
- Gestern und heute (Hans Weidemann, 1938)
- Jahre der Entscheidung (Hans Weidemann, Carl Junghans, Lothar Bühle, 1937–39)
- Juden ohne Maske (Walter Böttcher, Leo von der Schmiede, 1937)
- Das Sowjet-Paradies (Friedrich Albat, 1942)